# Intento de asesinato de Alí Jamenei
El 27 de junio de 1981, en la mezquita de Abuzar en Teherán, Irán, Alí Jamenei resultó herido después de pronunciar un discurso de oración, cuando una bomba colocada en la grabadora frente a él explotó y su brazo, cuerdas vocales y pulmones resultaron heridos.

## Contexto histórico
En los primeros años después de la revolución iraní, dos partidos llamados Imam y Línea Liberal eran fuerzas en la estructura política oficial del país. Jamenei estaba en la línea del Imam y el jefe de la facción liberal era Abolhassan Banisadr. Jamenei se opuso a las facciones liberales y nacionalistas. Se opuso al gobierno interino por mantener la oficina militar estadounidense en Irán. En el caso de la elección de ministros, los diputados de los ministros y el tema de la limpieza en agencias y organizaciones gubernamentales, con la elección de personas que estaban a favor de un compromiso con Estados Unidos. Tras la falta de idoneidad política de Banisadr para la presidencia en la Asamblea Consultiva Islámica el 30 de junio de 1981, Jamenei se pronunció de acuerdo con el plan.
Los asesinatos de junio de 1981 comenzaron con el ataque a Alí Jamenei y fueron seguidos por un atentado con bomba en la sede del Partido Republicano Islámico (PRI) en Teherán.

## Evento
Cinco días después de la destitución de Banisadr, la noticia del día fue sobre la guerra entre Irán e Irak tras la declaración del conflicto armado. El 27 de junio de 1981, mientras Ali Jamenei había regresado de la línea del frente y había visitado al Ayatolá Jomeini, fue a la Mezquita de Abuzar para pronunciar un discurso durante las oraciones según su horario del sábado. En aquel momento era el representante del ayatolá Jomeini en el Consejo Supremo de Defensa Nacional. Tras la primera oración, el ayatolá Jamenei comenzó a responder a las preguntas formuladas por los asistentes. Un joven colocó una grabadora con papeles sobre el escritorio frente a Ali Jamenei y presionó el botón de reproducción. Después de un minuto, la grabadora sonó como un fuerte silbido y luego explotó. Después del bombardeo, los clérigos que rezaban en la mezquita dijeron que la grabadora estaba dividida en dos partes y en la pared interior de la grabadora estaba escrito «el regalo del Grupo Forqan a la República Islámica».

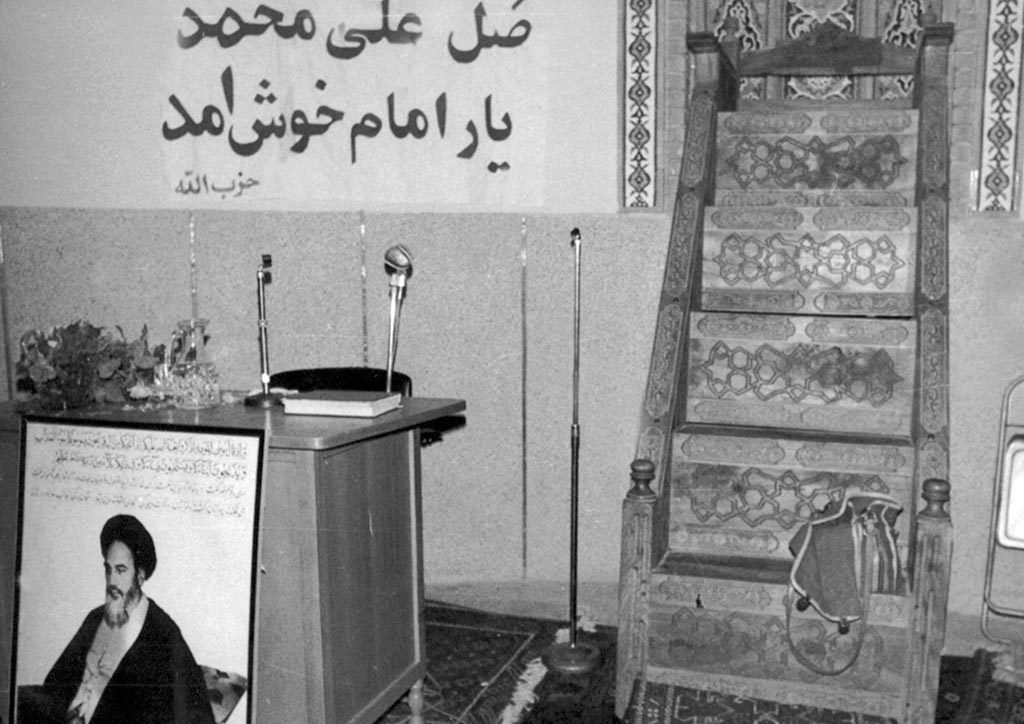
Lugar del intento de asesinato en la sala de conferencias de la mezquita de Abuzhar.

La convalecencia del ayatolá Jamenei duró varios meses y su brazo, sus cuerdas vocales y sus pulmones resultaron gravemente heridos.

### Autor
Según las fuentes, algunas personas dijeron que Masud Taqi Zade del Grupo Furqan fue el autor del intento de asesinato y otras dijeron que Mohammad Javad Qadiry de Mujahedin-e Khalq fue el autor.
En el artículo de Iraj Mesdaghi, activista político, este negó que Qadiry fuera el autor de esta aventura y presentó a Orooj Amir Khan Zade. El Centro de Documentación de la Revolución Islámica identificó a la persona que entregó la grabadora como Masud Taqi Zade.